# Bligg

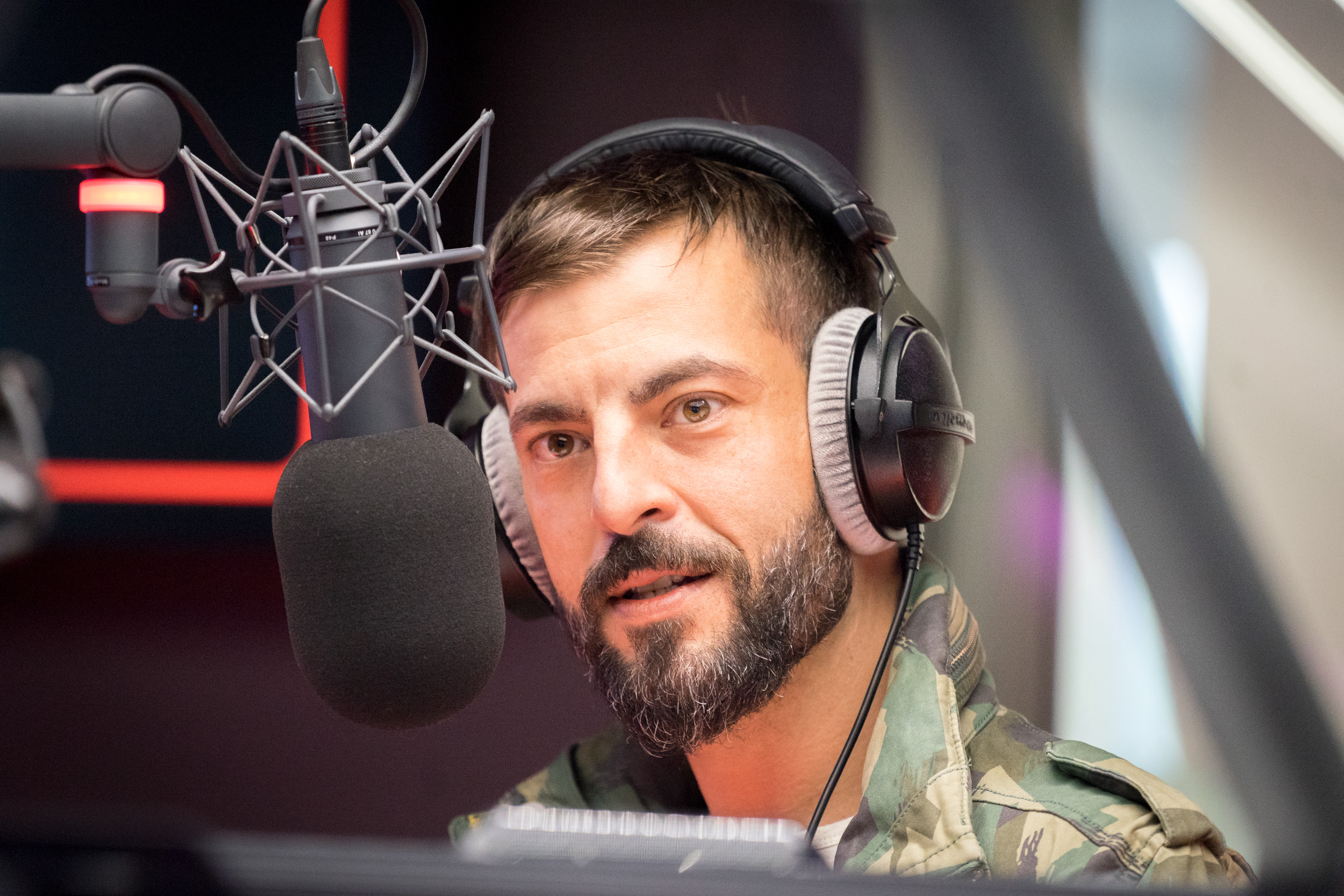
Bligg bei Radio Pilatus (2018)

Bligg (* 30. September 1976 in Zürich; bürgerlich Marco Bliggensdorfer) ist ein Schweizer Musiker aus dem Kanton Zürich. Er produziert schweizerdeutschen Rap.

## Leben und Wirken

### Herkunft
Bligg wuchs im Zürcher Quartier Schwamendingen und in Wolfhausen im Zürcher Oberland auf.

### Musikalische Laufbahn
Im Alter von 22 Jahren beteiligte sich Bligg an sogenannten Freestyle Sessions, die er in Schweizerdeutsch vortrug. 1995 erschien mit der auf 300 Stück limitierten EP Zürislang Freistiil die erste Veröffentlichung, auf der Bligg als Rapper zu hören ist. Drei Jahre später lernte er den Produzenten und Rapper Lexx kennen. Auf dem Sampler Chocolate, Cheese & Sounds sind Bligg und Lexx erstmals zusammen zu hören. Im Jahr 1999 veröffentlichten die beiden Schweizer ihre erste Single Schnitzeljagd unter dem Gruppennamen Bligg'n'Lexx. Die Cuts und Scratches der Single wurden von DJ Cutmando, der Bligg und Lexx im Folgenden auf der Bligg’n’Lexx-Tournee begleitete, beigesteuert. Auch in den folgenden Jahren bis heute arbeitet DJ Cutmando an den Alben von Bligg mit und tritt als DJ bei den Tourneen des Rappers, die im Rahmen jeder Veröffentlichung Bliggs absolviert werden, in Erscheinung.
2000 erschien die in Zusammenarbeit mit Pete Penicka entstandene Single Du & ich sowie das Album Nahdisnah von Bligg’n’Lexx. Das Album wurde von den Kritikern positiv aufgenommen und steigerte den Bekanntheitsgrad der Mundartgruppe. Bligg begann im Folgenden an eigenen Stücken zu arbeiten und wurde von dem Label Universal Music unter Vertrag genommen. 2001 erschien sein erstes Soloalbum Normal, das Platz 20 der Schweizer Charts erreichen konnte. Dafür arbeitete Bligg unter anderem mit den Hip-Hop-Musikern Spooman, Lexx und Stress sowie der US-amerikanischen Rap-Gruppe Tha Alkaholiks zusammen. Ein weiteres Lied entstand gemeinsam mit der Soulmusikerin Emel, mit der Bliggensdorfer eine längere Zeit zusammen war. Die Stücke Alles scho mal ghört und Relaxtra wurden als Singles ausgekoppelt und konnten sich beide in den Top-20 der Schweizer Single-Charts positionieren. Alles scho mal ghört verblieb insgesamt 16 Wochen in den Charts und erreichte als höchste Platzierung den Rang 7. 2002 wurde Relaxtra ein weiteres Mal in Form einer EP veröffentlicht.
Nach der Veröffentlichung von Normal beendete Bligg die Zusammenarbeit mit Universal Music und unterschrieb schliesslich einen Vertrag bei dem Label Nation Music. 2004 erschien das zweite Album Odyssey, für das er mit verschiedenen Schweizer Produzenten zusammengearbeitet hatte. Odyssey war neun Wochen in den Schweizer Charts vertreten und konnte als Höchstplatzierung Position 19 belegen. Auf Bliggs zweitem Album sind Gastbeiträge von Emel, Stress, Stephanie und dem Berliner Rapper Kool Savas zu finden. Vor allem die Zusammenarbeit mit letzterem und die gemeinsame Single King Size fand in Deutschland Beachtung. Nach dieser Veröffentlichung ging Bligg mit DJ Cutmando und weiteren Musikern nochmals auf Tournee.
2005 veröffentlichte Bligg ein Mix-Album unter dem Titel Okey Dokey über das Label Musikvertrieb. Das Album ist die erste DualDisc, die in der Schweiz auf den Markt kam. Erneut sind auf dem Tonträger Emel und Kool Savas vertreten. Das Stück Gang nöd ist Bliggs Beitrag für eine Kampagne des Schweizer Fernsehens zum Thema Suizid-Prävention. 2006 erschien das Album Mit Liib & Seel, auf welchem Bligg erstmals auch singt und die englische Sprache für seine Texte verwendet. Es folgte eine Tournee, bei der der Schweizer von einer siebenköpfigen Band begleitet wurde. Ein Jahr nach Veröffentlichung des Mix-Albums konnte der Rapper mit seinem fünften Album Yves Spink, das er in seinem zuvor eingerichteten eigenen Studio mit DJ Cutmando aufgenommen hatte, erstmals in die Top-10 der Schweizer Album-Charts einsteigen. Auf Yves Spink, das nach einem Zürcher Partyorganisator benannt ist, ist das Stück Susanne zu finden. Dieses stellt eine «Liebeserklärung» an Susanne Wille, der Moderatorin der Nachrichtensendung 10vor10, dar.
Für die Fernsehsendung Die grössten Schweizer Hits wurde das Lied Volksmusigg im Oktober 2007 mit der Volksmusikgruppe Streichmusik Alder aus Urnäsch neu aufgenommen. Diese Version wurde ein Erfolg und war als Single mehr als 20 Wochen in den Schweizer Single-Charts vertreten. Bligg ging im Folgenden mit der Streichmusik Alder auf Tournee. Durch diese erfolgreiche Zusammenarbeit entschloss er sich, zukünftig Stilelemente der traditionellen Volksmusik in seine Titel zu integrieren, etwa durch Verwendung des Saiteninstruments Hackbrett. Außerdem nahm Bligg mit Lesley 2007 eine Coverversion vom Prince-Titel When Doves Cry auf. Ende Oktober 2008 veröffentlichte er das Album 0816 über Universal Music. Acht Wochen nach Erscheinen konnte Bligg mit 0816 erstmals Platz 1 der Schweizer Albumcharts erreichen und war 100 Wochen in den Charts vertreten. Das Album hat bis dato Vierfachplatinstatus erreicht. 2009 belegte 0816 den ersten Platz in den Schweizer Album-Jahrescharts. Die erste Single Rosalie über eine einsame Frau, welche sich in einen Rosenverkäufer verliebt, erreichte Position 5 der Single-Charts. Die zweite Single "Musigg i dä Schwiiz" erreichte ebenfalls die Top 10 der Single-Charts. Bei der 0816-Tour Anfang 2009 wurde Bligg durch zahlreiche Gastmusiker wie beispielsweise den jungen Hackbrettler Nicolas Senn begleitet, wodurch die charakteristischen Stilelemente des Albums auf die Live-Auftritte übertragen werden konnten.
Das Ende 2010 veröffentlichte Album Bart aber herzlich wurde mit Vierfach-Platin ausgezeichnet und war 83 Wochen in den Schweizer Albumcharts vertreten, davon 43 Wochen in den Top 20. Die daraus veröffentlichten Singles Legändä & Heldä, Chef und Manhattan konnten sich alle in den Top 20 der Schweizer Hitparade platzieren, wobei Legendä & Heldä direkt auf Platz 1 der Single-Charts einstieg. Im Jahr 2011 nahm Bligg das Album gemeinsam mit der Youngblood Brass Band neu auf und veröffentlichte es unter dem Titel Brass aber herzlich.
Am 25. Oktober 2013 erschien das Album Service Publigg welches sein drittes Nummer-eins-Album in Folge war und Doppel-Platin-Status erreichte. Die erste Singleauskopplung MundART erschien am 16. August 2013 und erreicht Platz 3 in den Singlecharts.
Sein zehntes Studioalbum Instinkt erschien am 4. Dezember 2015 und erreichte innerhalb weniger Wochen Goldstatus. Die erste Single Lah sie redä erschien am 13. November und stieg auf Platz 4 in den Single-Charts.
Am 6. April 2018 erschien sein Album KombiNation welches innerhalb kurzer Zeit Platinstatus erreicht hat und in der Jahreshitparade 2018 den vierten Platz belegte.
Nachdem er 2018 und 2020 zwei Charthits zusammen mit dem befreundeten Musiker Marc Sway gehabt hatte, beschlossen die beiden das gemeinsame, auf zwei Jahre angelegte Musikprojekt Blay. Es brachte unter anderem ein weiteres Nummer-eins-Album im Mai 2021.

### Weitere Aktivitäten und Engagements
In der Castingshow Die grössten Schweizer Talente auf SRF 1 sass er 2016 in der vierten Staffel als Jurymitglied.

### Persönliches
Am 5. Mai 2015 kam Bliggs erstes Kind zur Welt.

## Auszeichnungen
- 2009: Swiss Music Awards – Kategorie: "Best Album Urban National" (für 0816)[12]
- 2009: Prix Walo Awards (35th) – Kategorie: "Pop/Rock"[13]
- 2011: Swiss Music Awards – Kategorie: "Best Hit National" (für Legändä & Heldä)[14]
- 2011: Swiss Music Awards – Kategorie: "Best Album Urban National" (für Bart aber herzlich)[15]
- 2011: Prix Walo Awards (37th) – Kategorie: "DJ/Hip-Hop"[16]
- 2014: Swiss Music Awards – Kategorie: "Best Hit National" (für Mundart)[17]
- 2014: Swiss Music Awards – Kategorie: "Best Album Urban National" (für Service publigg)[18]
- 2014: Prix Walo Awards (40th) – Kategorie: "Hip-Hop"[19]
- 2019: Swiss Music Awards – Kategorie: "Best Male Solo Act"[20]
- 2019: Swiss Music Awards – Kategorie: "Best Album" (für KombiNation)[21]
- 2019: Swiss Influencer Awards – Kategorie: "Music"[22]

## Diskografie

### Studioalben
| Jahr | Titel              | Höchstplatzierung, Gesamtwochen, AuszeichnungChartsChartplatzierungen (Jahr, Titel, Platzierungen, Wochen, Auszeichnungen, Anmerkungen) | Anmerkungen                                                |
| Jahr | Titel              | CH | Anmerkungen                                                |
| ---- | ------------------ | --- | ---------------------------------------------------------- |
| 2001 | Normal             | CH20 (7 Wo.)CH | Erstveröffentlichung: 24. September 2001                   |
| 2004 | Odyssey            | CH19 (9 Wo.)CH | Erstveröffentlichung: 23. Mai 2004                         |
| 2006 | Mit Liib & Seel    | CH12 (15 Wo.)CH | Erstveröffentlichung: 28. April 2006                       |
| 2007 | Yves Spink         | CH9 (19 Wo.)CH | Erstveröffentlichung: 4. Mai 2007                          |
| 2008 | 0816               | CH1 ×4Vierfachplatin · (100 Wo.)CH | Erstveröffentlichung: 31. Oktober 2008 Verkäufe: + 120.000 |
| 2010 | Bart aber herzlich | CH1 ×4Vierfachplatin · (83 Wo.)CH | Erstveröffentlichung: 22. Oktober 2010 Verkäufe: + 120.000 |
| 2013 | Service Publigg    | CH1 ×2Doppelplatin · (60 Wo.)CH | Erstveröffentlichung: 25. Oktober 2013 Verkäufe: + 40.000  |
| 2015 | Instinkt           | CH3 Gold · (22 Wo.)CH | Erstveröffentlichung: 4. Dezember 2015 Verkäufe: + 10.000  |
| 2018 | KombiNation        | CH1 Platin · (53 Wo.)CH | Erstveröffentlichung: 6. April 2018 Verkäufe: + 20.000     |
| 2019 | Unplugged          | CH2 (7 Wo.)CH | Erstveröffentlichung: 15. November 2019                    |
| 2020 | Okey Dokey II      | CH1 (23 Wo.)CH | Erstveröffentlichung: 24. April 2020                       |
| 2023 | Tradition          | CH1 (10 Wo.)CH | Erstveröffentlichung: 6. Oktober 2023                      |
| 2024 | Tavolata           | CH2 (2 Wo.)CH | Erstveröffentlichung: 27. September 2024                   |

Weitere Alben
- 2000: Nahdisnah (mit Lexx als Bligg’n’Lexx)
- 2009: 0816 nackt (Deluxe-Version von 0816)
- 2011: Brass aber herzlich (Deluxe-Version von Bart aber herzlich)
- 2014: Service Publigg – Live im Volkshaus (Deluxe-Version von Service Publigg)

### EPs
- 2001: Relaxtra
- 2004: Odyssey Club

### Mixtapes
| Jahr | Titel      | Höchstplatzierung, Gesamtwochen, AuszeichnungChartsChartplatzierungen (Jahr, Titel, Platzierungen, Wochen, Auszeichnungen, Anmerkungen) | Anmerkungen                        |
| Jahr | Titel      | CH | Anmerkungen                        |
| ---- | ---------- | --- | ---------------------------------- |
| 2005 | Okey Dokey | CH23 (9 Wo.)CH | Erstveröffentlichung: 3. Juni 2005 |

### Singles
| Jahr | Titel Album                          | Höchstplatzierung, Gesamtwochen, AuszeichnungChartsChartplatzierungen (Jahr, Titel, Album, Platzierungen, Wochen, Auszeichnungen, Anmerkungen) | Anmerkungen                                                           |
| Jahr | Titel Album                          | CH | Anmerkungen                                                           |
| ---- | ------------------------------------ | --- | --------------------------------------------------------------------- |
| 2001 | Alles scho mal ghört Normal          | CH7 (16 Wo.)CH | Erstveröffentlichung: 8. September 2001 feat. Emel                    |
| 2002 | Relaxtra Normal                      | CH19 (13 Wo.)CH | Erstveröffentlichung: 8. April 2002 mit Lexx & Stress                 |
| 2004 | Single Odyssey                       | CH18 (13 Wo.)CH | Erstveröffentlichung: 26. April 2004                                  |
| 2007 | Volksmusigg 0816 nackt               | CH7 (24 Wo.)CH | Erstveröffentlichung: 30. November 2007 mit Streichmusik Alder        |
| 2008 | Rosalie 0816                         | CH5 ×2Doppelplatin · (67 Wo.)CH | Erstveröffentlichung: 10. Oktober 2008 Verkäufe: + 60.000             |
| 2008 | Musigg i dä Schwiiz 0816             | CH9 Platin · (58 Wo.)CH | Erstveröffentlichung: November 2008 Verkäufe: + 30.000                |
| 2009 | Stahn uf –                           | CH1 (26 Wo.)CH | Erstveröffentlichung: Juni 2009 mit Baschi, Stress, Ritschi und Seven |
| 2009 | Signal 0816                          | CH23 (13 Wo.)CH | Erstveröffentlichung: Oktober 2009                                    |
| 2010 | Legendä und Heldä Bart aber herzlich | CH1 Platin · (23 Wo.)CH | Erstveröffentlichung: September 2010 Verkäufe: + 30.000               |
| 2010 | Chef Bart aber herzlich              | CH15 Platin · (23 Wo.)CH | Erstveröffentlichung: Oktober 2010 Verkäufe: + 30.000                 |
| 2011 | Manhattan Bart aber herzlich         | CH9 Platin · (32 Wo.)CH | Erstveröffentlichung: Juni 2011 Verkäufe: + 30.000                    |
| 2011 | I’d Kill for You Bart aber herzlich  | CH59 (3 Wo.)CH | Erstveröffentlichung: November 2011 feat. Jessy Howe                  |
| 2013 | MundART Service Publigg              | CH3 Gold · (19 Wo.)CH | Erstveröffentlichung: August 2013 Verkäufe: + 15.000                  |
| 2013 | Hilf mir Service Publigg             | CH34 (14 Wo.)CH | Erstveröffentlichung: Dezember 2013                                   |
| 2014 | Mamacita Service Publigg             | CH19 (12 Wo.)CH | Erstveröffentlichung: Mai 2014                                        |
| 2015 | Lah sie redä Instinkt                | CH4 (7 Wo.)CH | Erstveröffentlichung: November 2015                                   |
| 2018 | Ja, aber … KombiNation               | CH14 Gold · (6 Wo.)CH | Erstveröffentlichung: März 2018 Verkäufe: + 10.000                    |
| 2018 | In Tüüfels Chuchi KombiNation        | CH73 (1 Wo.)CH | Erstveröffentlichung: März 2018 feat. Zid                             |
| 2018 | Im freiä Fall KombiNation            | CH97 (1 Wo.)CH | Erstveröffentlichung: März 2018                                       |
| 2018 | Us Mänsch KombiNation                | CH16 Platin · (26 Wo.)CH | Erstveröffentlichung: Mai 2018 feat. Marc Sway; Verkäufe: + 20.000    |
| 2020 | B.L.I. Doppel G Okey Dokey II        | CH27 Gold · (12 Wo.)CH | Erstveröffentlichung: 28. Februar 2020 Verkäufe: + 20.000             |
| 2020 | Sorry Mama Okey Dokey II             | CH54 (1 Wo.)CH | Erstveröffentlichung: 24. April 2020 feat. Marc Sway                  |
| 2021 | Denkmal –                            | CH90 (1 Wo.)CH | mit Marc Sway als Blay                                                |
| 2023 | Milchstrass –                        | CH66 (1 Wo.)CH | feat. Aaron Asteria                                                   |

Weitere Singles
- 2001: Raw Dawgz (mit Tha Alkaholiks)
- 2004: King Size (mit Kool Savas)
- 2005: Gang nöd
- 2007: Susanne
- 2007: Börn Baby
- 2008: Für’s Läbe
- 2016: Yeah Baby
- 2019: MoMoll

Sonstige
- 1995: Zürisläng Freischtiil (Vinyl mit Lügner, Tiisär und DJ Cutmando)